# Ensuès-la-Redonne
Ensuès-la-Redonne (okzitanisch En Suá la Redona) ist eine Gemeinde mit 5796 Einwohnern (Stand 1. Januar 2022) im französischen Département Bouches-du-Rhône in der Region Provence-Alpes-Côte d’Azur.

## Geografie

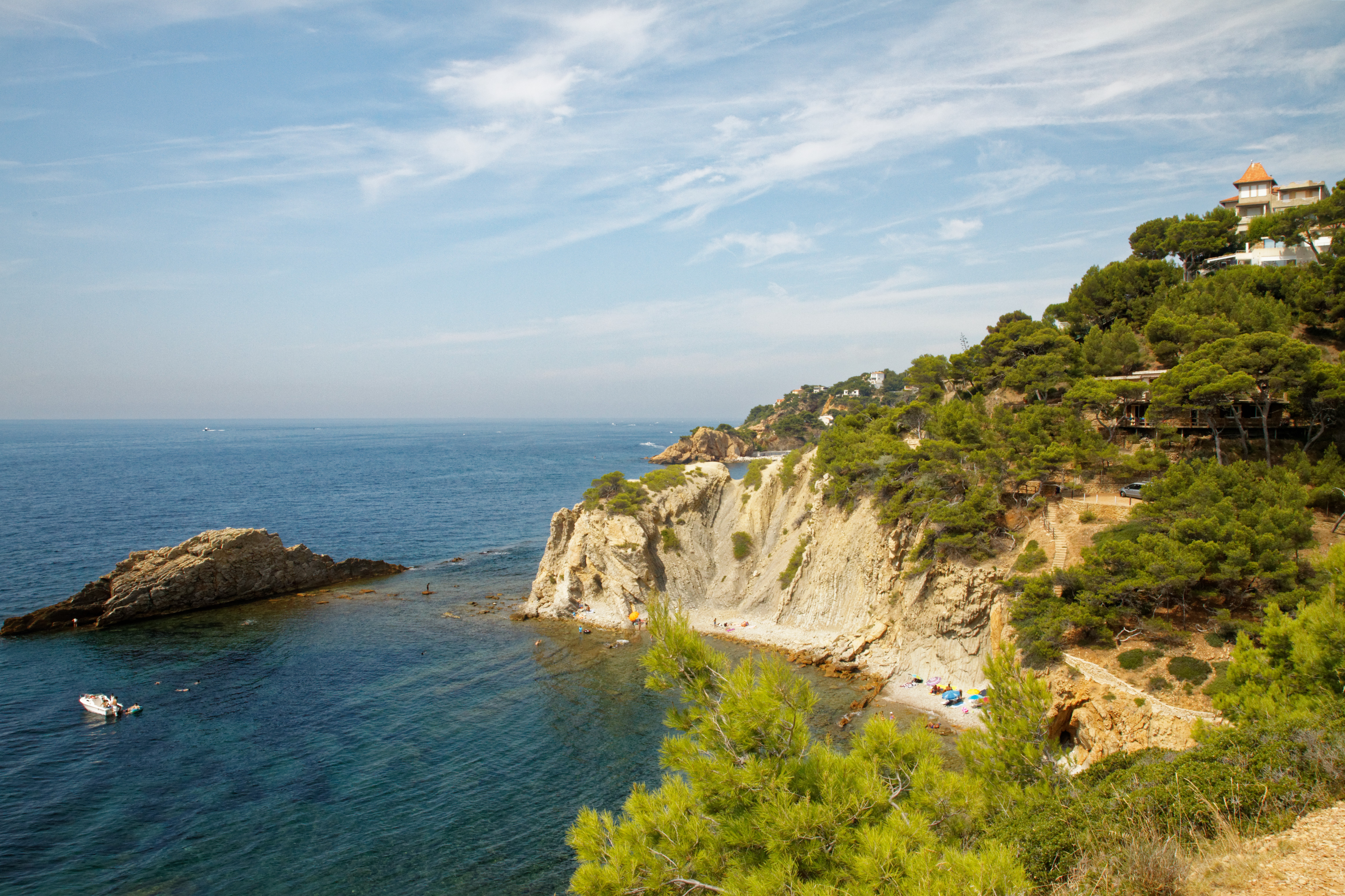
Calanque des Anthénors an der Côte Bleue in Ensuès-La Redonne

Ensuès-la-Redonne liegt wenige Kilometer westlich von Marseille zwischen der Mittelmeerküste und dem Étang de Berre. Im Gemeindegebiet liegen drei kleine Häfen. Die Landschaft der Umgebung ist mit Heide und Kiefern bedeckt und von zahlreichen Wanderwegen erschlossen, wie dem Sentier des douaniers. Die Gemeinde ist ein beliebtes Tourismusziel.
Der Ortskern liegt im Massif de l’Estaque an der Flanke eines leichten Hügels, der sich nach Norden hin über das Meer erhebt. Östlich der alten Ortschaft und entlang der Straße, die das Ortszentrum Ensuès mit dem kleinen Hafen La Redonne verbindet, entstanden in den vergangenen Jahren starken Bevölkerungswachstums weitere Siedlungen.

## Geschichte
Die Gemeinde entstand erst im Jahr 1933 durch Abspaltung von der heutigen Nachbargemeinde Le Rove. Gemeinsam mit dieser Gemeinde und der ehemals auch zu Le Rove zählenden Gemeinde Gignac-La Nerthe bildete Ensuès bis zum Ende des 18. Jahrhunderts eine Pfarrgemeinde.
Wie bei Ausgrabungen gefundene Gräber und Amphoren belegen, reicht die Siedlungsgeschichte des Ortes bis in vorgeschichtliche Zeit zurück.

### Bevölkerungsentwicklung
Die Einwohnerzahl in Ensuès-la-Redonne stieg seit den 1960er Jahren überproportional an. Ausgehend von einem Stand von etwa 1.000 Bewohnern im Jahr 1962 verfünffachte sich die Bevölkerung aufgrund eines enormen Zuzugs bis zur Erhebung im Jahr 2006 nahezu. Die Geburtenrate war in diesem Zeitraum stets positiv, konnte aber verglichen mit der Migration nicht nennenswert zum Wachstum beitragen.
| Jahr                       | 1962 | 1968 | 1975 | 1982 | 1990 | 1999 | 2006 | 2016 |
| Einwohner                  | 1041 | 1192 | 1699 | 2204 | 3029 | 4544 | 5096 | 5483 |
| Quellen: Cassini und INSEE |      |      |      |      |      |      |      |      |

## Sehenswürdigkeiten
- Der Kanal von Le Rove führt unterirdisch durch das Gebiet der Gemeinde.
- Der Turm von Ensuès ist eine ehemalige Mühle.
- Die Pfarrkirche des Ortes wurde 1829 gebaut.